# Glockenfeh

Glockenfeh

Die Glockenfeh ist in der Heraldik eine besondere Form des Pelzwerkes Feh. Sie ist eine Tinktur.
Dargestellt wird im Wappenschild oder Feld eine  aus mehreren dem Eisenhütlein ähnlichen gebildeten Figurenreihe. Die freien Flächen je Reihe ergeben zwangsläufig eine kopfstehende Figur gleicher Form in anderer Tinktur. Die Besonderheit der Glockenfeh ist die geschweifte Form an Stelle der dreieckigen Kopfform des Eisenhütleins. Die Form gleicht einer Glocke. In der Folgereihe wiederholt sich das Muster. Es werden in der Reihe maximal zwei Tinkturen verwendet. Vorrangig werden die Tinkturen Blau und Weiß verwendet, da sie als eine Abart des Eisenhütleins verstanden wird. Bei der Glockenfeh ist das gleichfarbige Muster übereinander, also pfahlweise, die Grundvariante.   